# Elias Howe

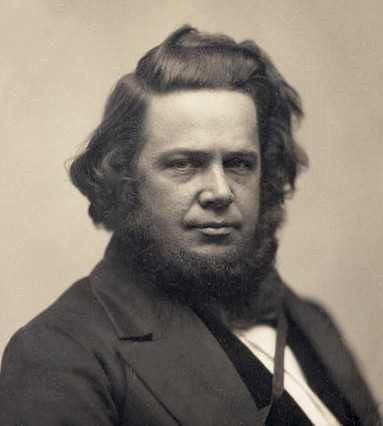
Elias Howe, Daguerreotypie von Southworth & Hawes (um 1850)

Elias Howe (* 9. Juli 1819 in Spencer, Massachusetts; † 3. Oktober 1867 in Brooklyn) war ein US-amerikanischer Maschinenbauer und Erfinder. Er ist insbesondere für seine Patente auf eine Nähmaschine und eine frühe Form des Reißverschlusses bekannt.

## Leben

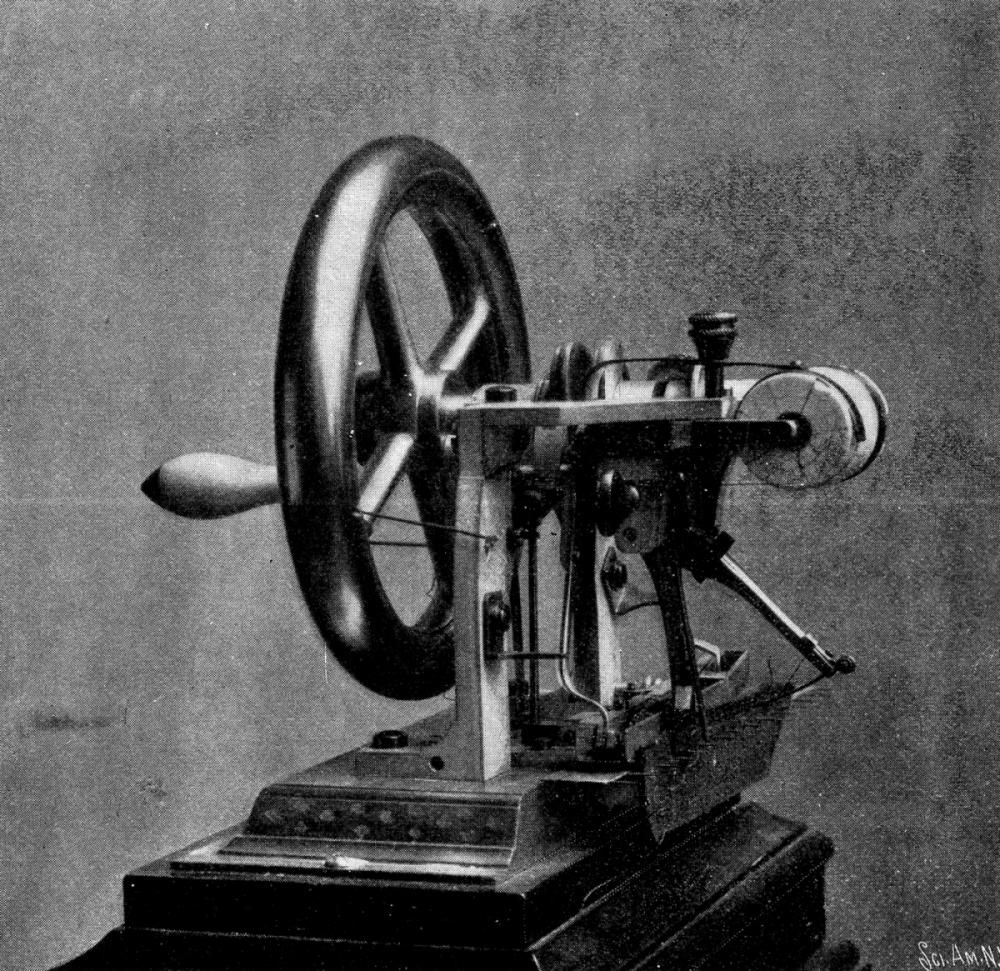
Howes Nähmaschinenmodell von 1864

Elias Howe zeigte bereits in seiner Kindheit großes Interesse für Maschinen und technische Abläufe. Nach der Schulausbildung begann er deshalb im Bereich des Maschinenhandwerks zu lernen. Nachdem er sich in dem Beruf hatte ausbilden lassen, arbeitete er von 1835 bis 1837 in einer Baumwollfabrik in Lowell, später dann in Cambridge und Boston. Hier wurde er bereits mit seinen Versuchen zur Konstruktion einer brauchbaren Nähmaschine, der Zweifadennähmaschine, bekannt. Fünf Jahre tüftelte er an der Grundidee, setzte fast seine ganze Freizeit dafür ein, dann schaffte er mit dieser Maschine 300 Stiche pro Minute. Näherinnen, die per Hand arbeiteten, schafften im Gegensatz dazu nur 50 Stiche pro Minute. Zuvor hatten schon andere Tüftler Maschinen konstruiert, deren technische Mängel und der hohe Preis aber eine industrielle Verwendung verhinderten. Auch die Maschine von Howe kostete 300 $, ein recht hoher Preis, den Schneidereien nicht bezahlen konnten. Außerdem schaffte Howes Maschine nur gerade Nähte, alles andere musste immer noch von Hand genäht werden.
Howe verfolgte das Ziel, die Maschine weiter zu verbessern, führte die einspitzige Nadel ein, die das Öhr ganz nahe bei ihrer Spitze hat, ließ sie nur bis etwas über das Öhr in den Stoff gehen und bei ihrem Rückgang eine Schleife bilden, durch die mit Hilfe des Schiffchens (das vor ihm schon Hunt angewandt hatte) ein zweiter Faden geführt wurde. Von seinem Freund Fisher mit Geldmitteln unterstützt, vollendete er diese Maschine 1845 und ließ sie am 10. September 1846 in Amerika auf seinen Namen bis 1867 patentieren. Sein Bruder Amasa Howe ging mit dieser Nähmaschine nach London und verkaufte sie für 250 Pfund an William Thomas, der ihren wahren Wert sofort erkannte und sie 1846 mit einem englischen Patent versehen ließ.

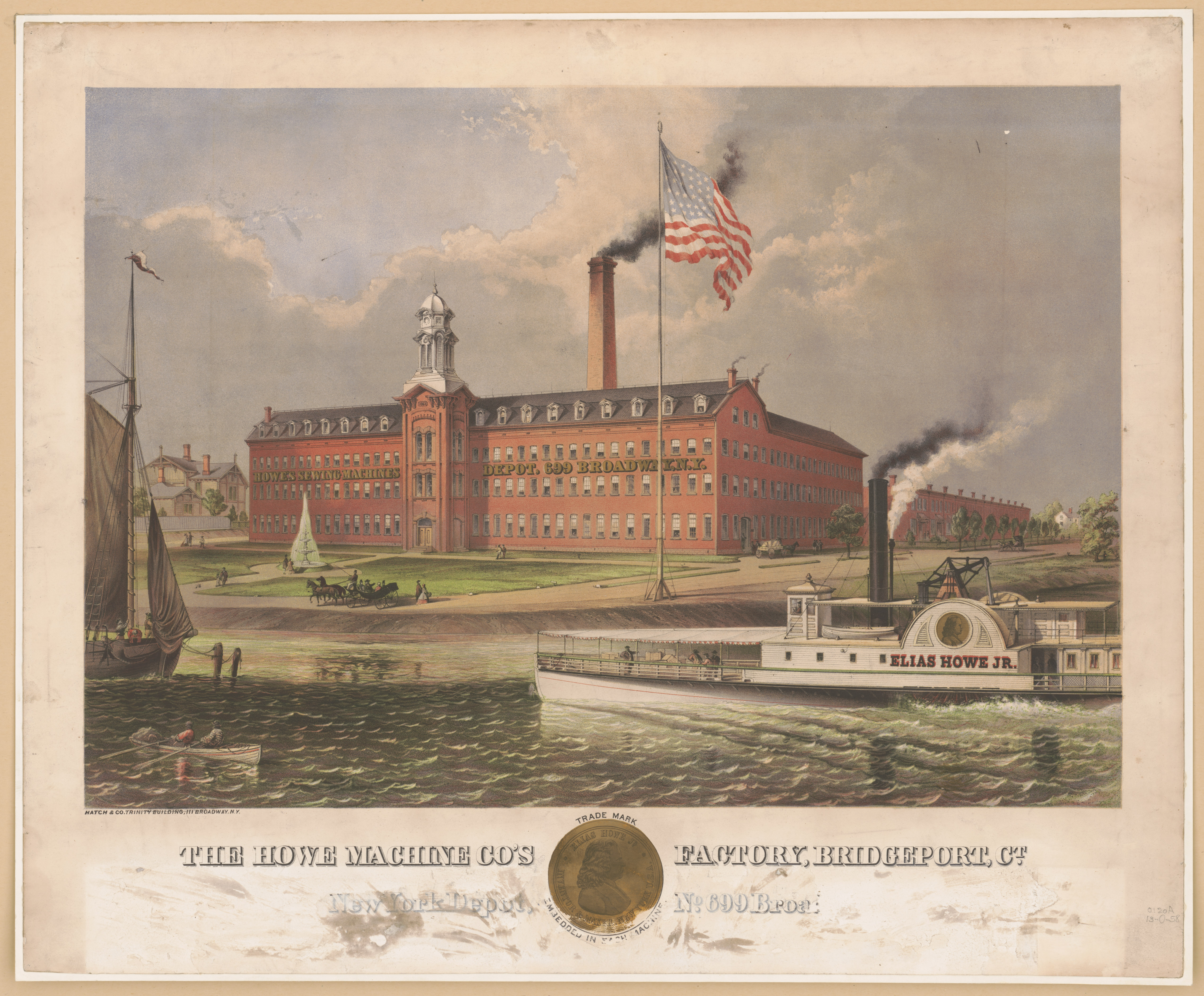
Howes Fabrik in Bridgeport, Darstellung ca. 2. Hälfte 19. Jahrhundert

Da Howe aber in Amerika keinen Erfolg hatte, versuchte auch er in England in der Textilbranche Fuß zu fassen und seine Nähmaschine weiter zu spezialisieren. Vor allem kam es ihm darauf an, dass die Maschine auch Leder und andere feste Materialien nähen konnte. Für den Lebensunterhalt arbeitete er nebenbei in einer Fabrik für nur 5 Pfund die Woche. Als sich seine finanzielle Situation aber immer weiter verschlechterte, schickte er wenigstens seine Familie nach Nordamerika zurück. Völlig verarmt kehrte Elias Howe 1850 selbst zurück und errichtete in New York eine kleine Werkstatt. Inzwischen hatte Isaac Merritt Singer in New York unter wesentlicher Mitbenutzung von Howes Konstruktion die Produktion der Nähmaschine aufgenommen. Als Howe davon erfuhr, strengte er einen Rechtsstreit an, und in dem mehrjährigen Prozess gegen Singer konnte er gewinnen. Von nun an blühte seine Fabrik in Bridgeport auf. Im Jahre 1854 erhielt er auch die ihm zustehenden Zahlungen für die von Singer in den USA hergestellten Nähmaschinen bis zum Auslaufen seines Patents 1867.
1851 ließ er sich einen automatischen, ununterbrochenen Kleiderverschluss patentieren, den Vorläufer des modernen Reißverschlusses.
Später trat Howe als Soldat der US Army bei. Als er am 3. Oktober 1867 in Brooklyn mit nur 48 Jahren starb, hinterließ er ein sehr großes Vermögen. 1870 waren 75.156 Maschinen nach Howes System gebaut.
1965 widmeten ihm die Beatles ihren Film Hi-Hi-Hilfe!.